# ماكلوان
ماكلوان (بالفارسية: ماکلوان) هي مدينة تقع في إيران في Sardar-e Jangal District. يقدر عدد سكانها بـ 2,170 نسمة .

## معرض صور

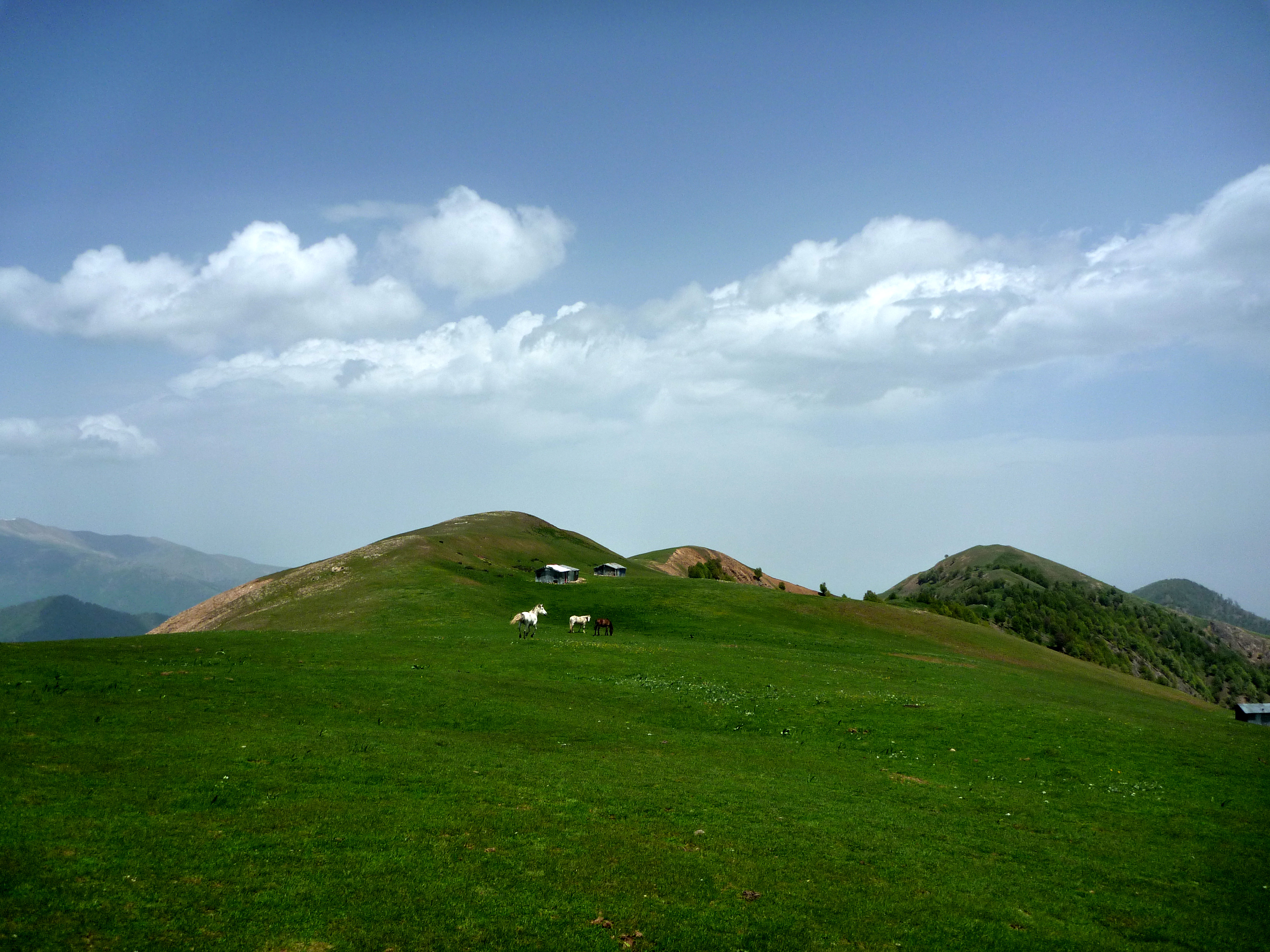
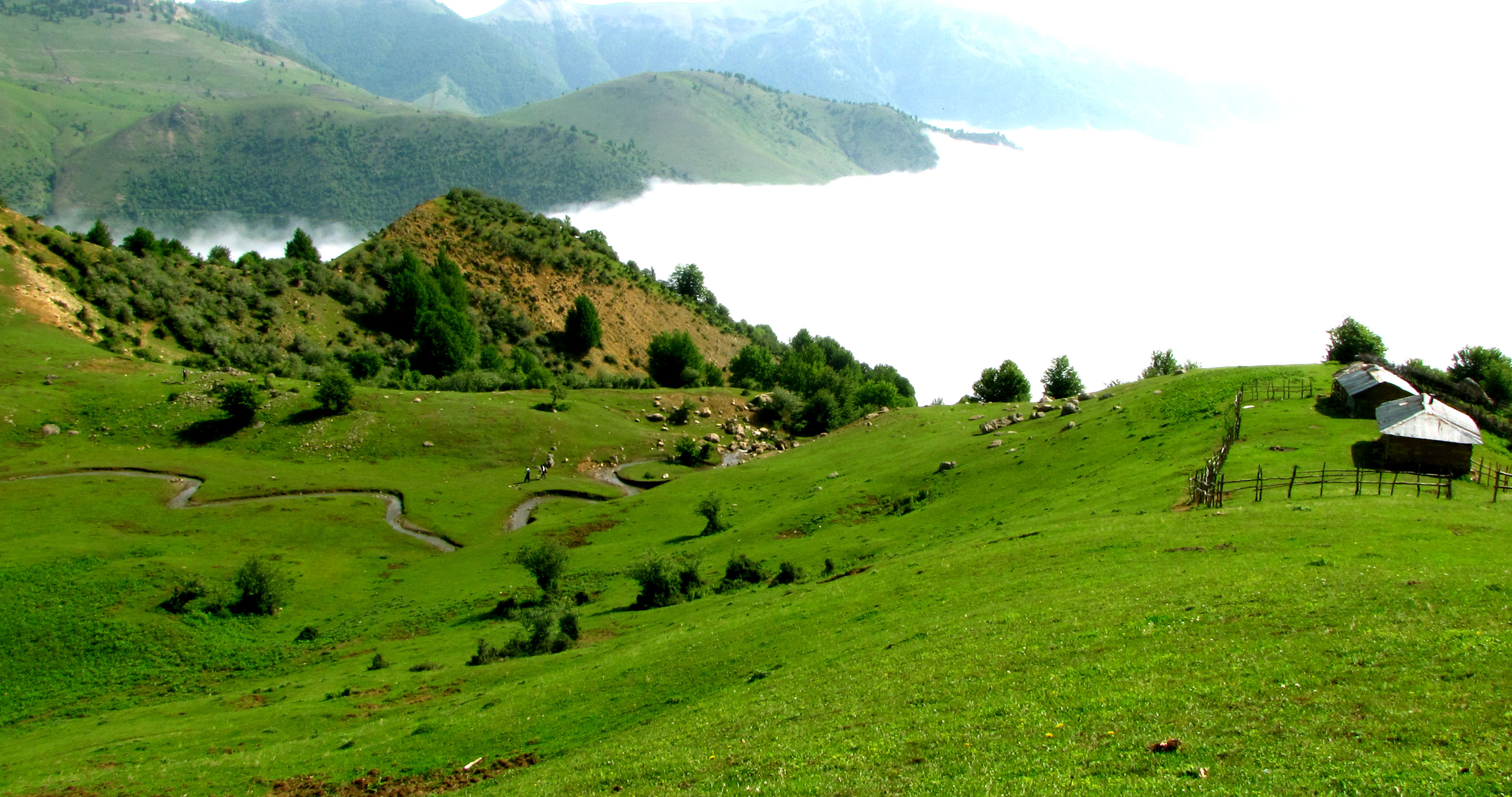
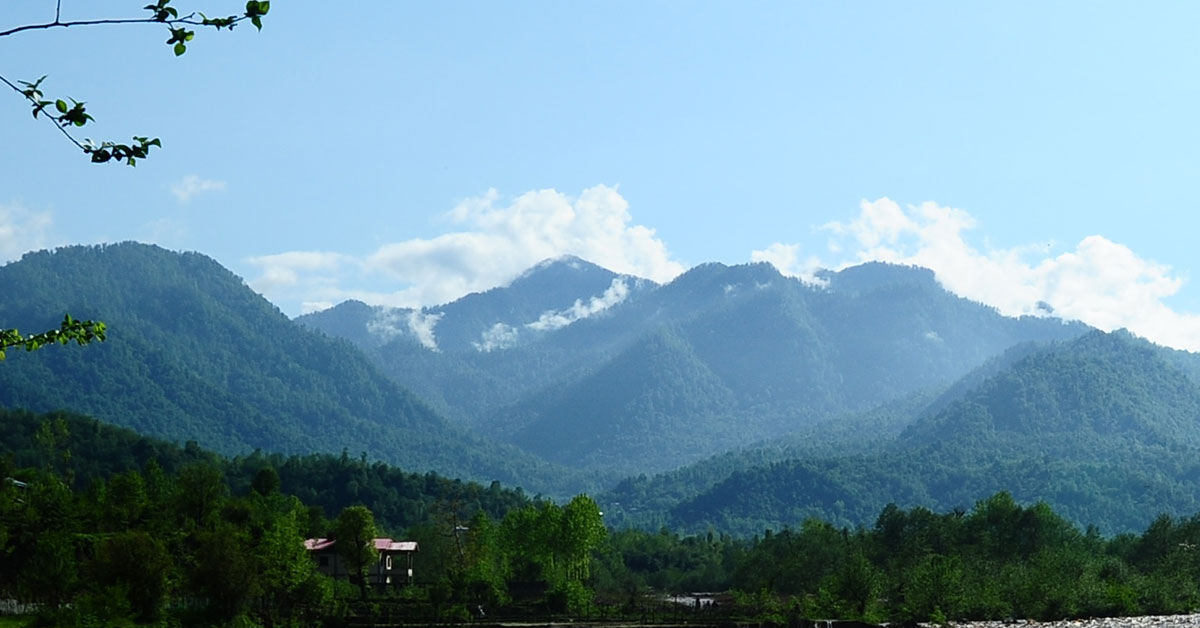
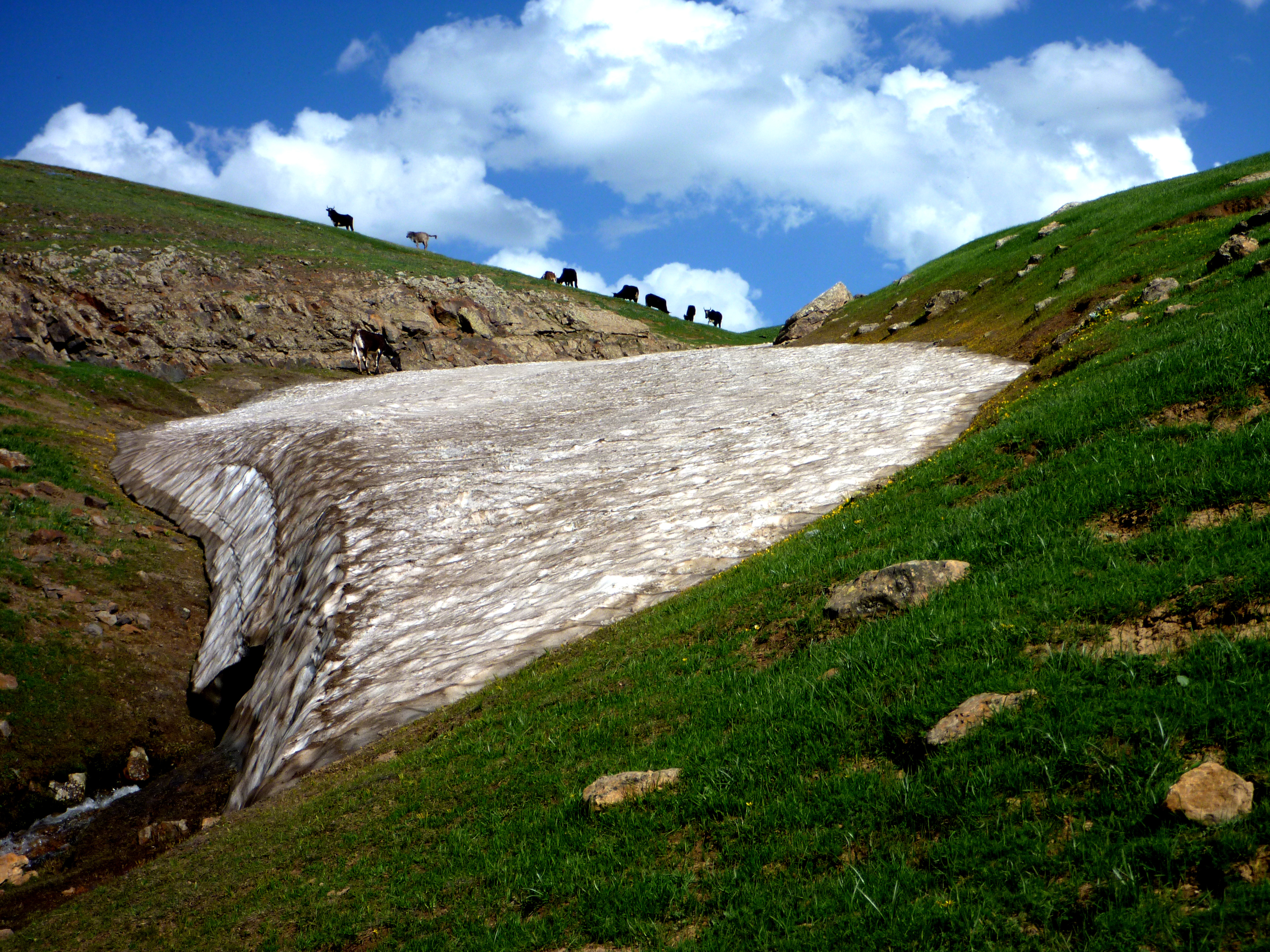